# Porsche Lynn

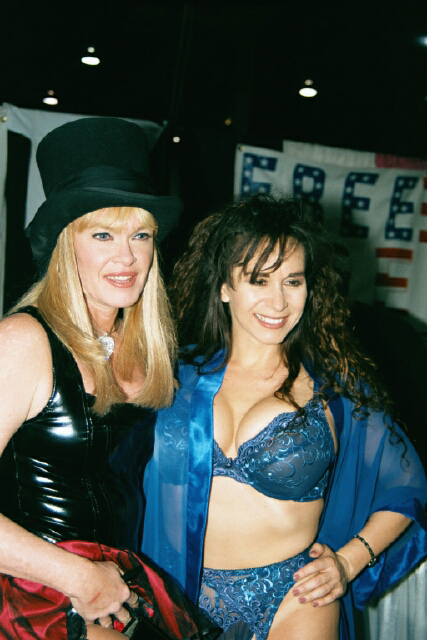
Porsche Lynn (links) und Keisha, 2002

Porsche Lynn (* 14. Februar 1962 in St. Johns, Michigan als Lauren Pokorny) ist eine ehemalige US-amerikanische Pornodarstellerin.

## Leben
Sie war in den 1980er Jahren erfolgreich als eine der drei Lynns, zusammen mit Ginger Lynn und Amber Lynn, und drehte zwischen 1985 und 2002 ca. 170 Filme. Zuletzt arbeitete sie als Domina. Lynn ist Mitglied der AVN Hall of Fame.

## Filmografie (Auswahl)
- 1990: Night Trips
- 2005: Women Seeking Women 12

## Auszeichnungen
- 1993: XRCO Award: „Best Anal Sex Scene“ im Film Arabian Nights
- 1994: AVN Award: „Best Supporting Actress Video“ im Film Servin’ it up